# Edit Bauer
Edit Bauer, maďarsky Bauer Edit, rozená Fischerová, (* 30. srpna 1946 Šamorín) je slovenská politička maďarské národnosti, bývalá poslankyně Slovenské národní rady, Národní rady SR a Evropského parlamentu a místopředsedkyně již zaniklé Strany maďarské komunity. Od roku 2019 je členkou strany Maďarská aliancia.
Je provdaná a má dvě děti.

## Profesní kariéra
- 1968 – absolvovala Ekonomickou univerzitu v Bratislavě
- 1968–1969 – Slovenský svaz výrobních družstev
- 1969–1984 – Výzkumný ústav životní úrovně
- 1980 – získala titul CSc.
- 1984–1990 – Ústav zaměstnanosti a sociálního výzkumu
- 1990–1998 – Slovenská akademie věd (částečný úvazek)

## Politická kariéra
V letech 1990–1998 byla členkou předsednictva strany Spolužitie (Együttélés-Spolužitie-Wspólnota-Soužití), od roku 1998 místopředsedkyní již zaniklé Strany maďarské komunity – Magyar Közösség Pártja zodpovědná za sociální politiku. V roce 2019 spoluzaložila stranu MKÖ-MKS, později přejmenovanou na SZÖVETSÉG–ALIANCIA.
Zasedala i v zákonodárných sborech. Ve volbách roku 1990 byla zvolena za Spolužitie do Slovenské národní rady. Byla členkou Výboru SNR pro vzdělání, vědu, kulturu a sport. Opětovně byla do SNR zvolena ve volbách roku 1992 (koncem roku 1992 se SNR transformovala do Národní rady SR, kde působila v letech 1992–1994 jako předsedkyně Podvýboru pro vědu. V letech 1994–1998 byla poslankyní Národní rady SR a členkou Výboru NR SR pro životní prostředí a ochranu přírody. V roce 1998 byla opětovně zvolena za poslankyni Národní rady SR, mandát ale neuplatnila, protože byla jmenovaná státní tajemnicí na ministerstvu práce, sociálních věcí a rodiny. V této funkci působila v letech 1998–2002. Do parlamentu se potom vrátila a po volbách roku 2002 byla až do roku 2004 poslankyní NR SR za SMK−MKP, místopředsedkyní Výboru NR SR pro sociální věci a bydlení, členkou Výboru NR SR pro evropskou integraci, členkou slovenské delegace Parlamentního shromáždění Rady Evropy a pozorovatelkou při Evropském parlamentu (2003–2004).
V roce 2004 byla zvolena poslankyní Evropského parlamentu (EP) za SMK−MKP. V parlamentu působila v politické skupině Evropská lidová strana (PPE). Byla členkou Výboru EP pro občanské svobody, spravedlnost a vnitřní věci, výboru EP pro práva žen a rovnost pohlaví a delegace při Společném parlamentním výboru EU-Rumunsko